# 齊利·戴維斯
查爾斯·提奧多·「齊利」·戴維斯（英語：Charles Theodore "Chili" Davis，1960年1月17日—），為前美國職棒大聯盟的外野手與指定打擊，生涯曾效力過巨人、天使、雙城、皇家與洋基等隊。他曾在運動家、紅襪、小熊與大都會等隊當過教練，而他也是大聯盟首位來自於牙買加的選手。

## 職業生涯
戴維斯於1981年登上大聯盟，並在1982年站穩腳步，打出2成61的打擊率，並敲出19轟與76分打點。1984年，戴維斯繳出3成15的打擊率，在國聯排名第三，但他的失誤卻是聯盟最多。他在巨人7年期間入選兩次明星賽，最後在1988年成為自由球員，並加盟天使。
他在天使的前兩年分別敲出21轟與22轟，1990年，由於受到背部傷勢的影響，戴維斯轉為指定打擊。從加入雙城之後，戴維斯便正式的成為指定打擊。
那時的雙城陣中已有克爾比·帕基特和Kent Hrbek兩位強打球星，加上左右開弓的戴維斯，使得球隊從分區爐主直接變成世界大賽的挑戰者。戴維斯的全壘打、打點、二壘安打、保送、敬遠、上壘次數、出賽數、長打率、上壘率、OPS等等數據都是全隊第一。他在世界大賽敲出2轟，成功拿下個人首冠。1992年，他敲出12轟與66分打點，火力明顯衰退，因此球隊在球季結束後不與他續約。
1993年，戴維斯回到天使，並敲出27轟與生涯新高的112分打點。1994年，他繳出3成11的打擊率，並敲出26轟與84分打點，並再次入選明星賽。1995年，他的打擊率為3成18，並敲出20轟與86分打點，隔年敲出28轟與96分打點。1997年，天使將戴維斯交易到皇家，換來Mark Gubicza。他在皇家敲出生涯新高的30轟，並打回90分打點。他在生涯最後兩年加入洋基，而且兩年都拿下冠軍。他在最後一年甚至還能敲出19轟。
綜觀戴維斯的職業生涯，他生涯敲出350轟，在左右開弓的打者中排名史上第七。而他11次單場同時以左打和右打身分開轟，一度為大聯盟紀錄。
1993年，戴維斯曾上場投球，他主投2局無失分、無安打、無保送，僅投出一顆觸身球。1995年起，戴維斯就再也沒有上場守備過。

## 生涯打擊成績
| 出賽次數 | 打席 | 打數 | 得分 | 安打 | 二安 | 三安 | 全壘打 | 打點 | 盜壘 | 保送 | 三振 | 打擊率 | 上壘率 | 長打率 | OPS  |
| -------- | ---- | ---- | ---- | ---- | ---- | ---- | ------ | ---- | ---- | ---- | ---- | ------ | ------ | ------ | ---- |
| 2435     | 9997 | 8673 | 1240 | 2380 | 424  | 30   | 350    | 1372 | 142  | 1197 | 1698 | .274   | .360   | .451   | .811 |

## 教練生涯
戴維斯曾擔任澳洲棒球國家隊的教練長達3年，2010年，他加入道奇小聯盟擔任打擊教練。不過他沒有到大聯盟當教練，反而轉隊到紅襪小聯盟。之後他先後加入運動家、紅襪、小熊和大都會擔任打擊教練。不過2021年，他在大都會教了22場比賽，卻讓球隊成為得分倒數第二名的球隊，因此後來他被球隊解雇。

## 個人生活
戴維斯育有3子，目前他們一家定居在亞利桑那。小時候戴維斯給父親剪髮，結果被朋友嘲笑像頂著一個碗在頭上，「Chili」這個外號也由此誕生。

## 外部連結
- 球員資訊和成績在MLB，ESPN，Baseball-Reference，Fangraphs（英文）
- 齊利·戴維斯在台灣棒球維基館上的頁面（繁體中文）